# Шабат, Алексей Борисович
Алексе́й Бори́сович Шаба́т (8 августа 1937, Москва — 24 марта 2020) — советский и российский математик, доктор физико-математических наук (1977), профессор (1979).

## Биография
Отец, Борис Владимирович Шабат — математик, профессор МГУ по кафедре функционального анализа. Мать, Макарова Елена Александровна, — старший научный сотрудник Государственного астрономического института им. П. К. Штернберга МГУ.
Окончил механико-математический факультет МГУ (1959), защитил дипломную работу по кафедре дифференциальных уравнений под руководством профессора М. И. Вишика.
В 1959—1973 младший, старший научный сотрудник Института гидродинамики СО АН СССР (Новосибирск). В 1963 г. защитил кандидатскую диссертацию «О склеивании потенциального и вихревого течений несжимаемой жидкости» в Институте математики СО АН СССР (Новосибирск) под руководством академика М. А. Лаврентьева.
В 1975 г. защитил докторскую диссертацию «Операторы преобразования и нелинейные уравнения» на механико-математическом факультете МГУ.
С 1974 по 1990 г. в Отделе физики и математики Уральского отделения АН СССР и Башкирском государственном университете (ныне Уфимский университет науки и технологий) (Уфа); С 1980 старший научный сотрудник, зав. лабораторией Института математики.
С 1990 главный, с 1993 ведущий научный сотрудник Института теоретической физики РАН им. Л. Д. Ландау (г. Черноголовка); одновременно с 2007 профессор Карачаево-Черкесского университета (Карачаевск).
Совместно с В. Е. Захаровым создал метод обратной задачи рассеяния (1971) (метод Захарова — Шабата) и научную школу по теории нелинейных волн.
Автор более 120 научных работ.
Лауреат Государственной премии РФ в области науки и техники (1993).

## Общественная позиция
В 1968 году подписал «письмо сорока шести» против нарушения законности на судебном процессе над правозащитниками в Москве в 1968 году, известном как «дело четырёх».

## Основные работы
- Симметрийный подход к классификации нелинейных уравнений. Полные списки интегрируемых систем //Успехи математических наук. 1987. Т.42. Вып.4 (соавт.);
- Symmetries of Spectral Problems //Lecture Notes in Physics. 2009. Vol.767 (1).